# Georg Ledebour
Georg Ledebour, né le 7 mars 1850 à Hanovre et mort le 31 mars 1947 à Berne, est un journaliste et homme politique allemand. Il a été député social-démocrate, puis dirigeant du Parti social-démocrate indépendant d'Allemagne.

## Biographie

### Militant social-démocrate
Fils d'un fonctionnaire, Georg Ledebourg est orphelin à dix ans.
Il accomplit son service militaire comme brancardier pendant la guerre franco-allemande de 1870. Après la guerre, il fait des études commerciales puis donne des cours et devient journaliste, travaillant de 1876 à 1882 comme correspondant à l'étranger du Berliner Blätter à Londres. 
Il adhère en 1882 au Parti progressiste allemand puis contribue en 1886 à la fondation du Parti démocratique d'Allemagne du Nord dont il fonde le journal Demokratische Blätter qu'il dirige. En 1891, il quitte ce parti et travaille pendant quelque temps pour le Berliner Volkszeitung avec Franz Mehring avant de rejoindre le Parti social-démocrate d'Allemagne (SPD).
Il ne tarde pas à rejoindre l'aile gauche du parti. Il fait partie de l'équipe de rédaction du Vorwärts jusqu'en 1898, date à laquelle il succède à Rosa Luxemburg à la rédaction du Sächsische Arbeiterzeitung.
Ledebour siège au Reichstag de 1900 à 1918. Pendant toutes ces années, il est un journaliste politique et un orateur social-démocrate actif. Léon Trotski, qui l'a rencontré avant guerre, écrit : « Ledebour fut toujours le meilleur ami des émigrants révolutionnaires russes, polonais ou autres, et beaucoup d'entre eux ont conservé un souvenir chaleureux du vieux révolutionnaire, que dans les rangs de la bureaucratie social-démocrate on appelait avec une ironie condescendante tantôt Ledebourov, tantôt Ledeboursky. ».

### Première Guerre mondiale et révolution allemande
Les premiers jours d'août 1914, lors du déclenchement de la Première Guerre mondiale, Ledebour fait partie avec Hugo Haase et Karl Liebknecht de la minorité de députés social-démocrates qui s'opposent au vote des crédits de guerre dans la discussion interne par laquelle le SPD doit définir sa position, mais il vote finalement les crédits le 4 août, par discipline de parti, la majorité ayant refusé la liberté de vote aux députés.
Ledebour participe ensuite aux conférences internationalistes de Zimmerwald (1915), avec Adolf Hoffmann, et de Stockholm (1917). À Zimmerwald, il a une altercation avec Lénine qui exige qu'il s'engage au moins à ne plus voter les crédits de guerre ce à quoi il répond qu'il est facile de donner des conseils depuis la Suisse. À l'intérieur du SPD, il est de ceux qui s'opposent à la guerre et à la politique d'Union sacrée de 1915 à 1917, date à laquelle ils fondent le Parti social-démocrate indépendant d'Allemagne (USPD). Fin janvier 1918, une grève massive qui touche plusieurs centaines de milliers d'ouvriers a lieu à Berlin, à l'initiative des délégués révolutionnaires (Revolutionäre Obleute) pour réclamer une paix sans annexion, l'amélioration du ravitaillement et le rétablissement des libertés publiques. Ledebour est choisi pour participer au comité de grève. Lors de la révolution de novembre 1918, il est membre du comité exécutif du conseil d'ouvriers et de soldats de Berlin. En janvier 1919, il soutient le soulèvement de Berlin avec les spartakistes. Il est arrêté à son domicile le 10 janvier, alors qu'il négocie pourtant avec le gouvernement au nom des insurgés. Accusé d'avoir participé à une insurrection armée, il est finalement acquitté en juin de la même année.

### Activité sous la république de Weimar
Député au Reichstag de 1920 à 1924, en tant que président de l'USPD, Ledebour se prononce contre l'union de son parti avec le seul Parti communiste d'Allemagne (KPD) ou le seul SPD mais en faveur de l'unité de toutes les forces révolutionnaires. La plupart des membres de l'USPD rejoignent le KPD fin 1920 ou le SPD en septembre 1922. Ledebour reste à la tête de l'USPD avec Theodor Liebknecht jusqu'à la fin 1923. Les deux hommes se disputent alors sur l'attitude à adopter face à l'occupation de la Ruhr. La majorité se prononce avec Theodor Liebknecht pour le défaitisme révolutionnaire tandis que la minorité suit avec Ledebour la formule du KPD : « Combattez Poincaré dans la Ruhr et Cuno sur la Sprée ! » Ledebour dirige alors une tendance socialiste appelée Sozialistischer Bund jusqu'en 1931. Dans les années 1920, il adhère à plusieurs organisations liées au KPD comme la Ligue mondiale contre l'impérialisme et le Secours rouge international. Il rejoint à l'automne 1931 le Parti socialiste ouvrier d'Allemagne (SAPD) nouvellement créé qui tente en vain de le présenter à l'élection présidentielle de 1932 comme candidat d'unité de tous les partis ouvriers.

### Dernières années
Ledebour s'exile en Suisse après l'arrivée au pouvoir des nazis en 1933. Il y publie de nombreux articles contre le fascisme. En avril 1946, il approuve dans une déclaration publique le congrès d'unification du KPD et du SPD pour former le Parti socialiste unifié d'Allemagne (SED).
Georg Ledebour meurt à Berne en Suisse le 31 mars 1947.